# Biosphärenreservat Waterton
Das Biosphärenreservat Waterton (englisch Waterton Biosphere Reserve, französisch Réserve de la biosphère de Waterton) ist ein im Jahr 1979 von der UNESCO, nach dem Programm Der Mensch und die Biosphäre (englisch Man and the Biosphere Programme (MAB)), anerkanntes Biosphärenreservat. Es liegt im Südwesten der kanadischen Provinz Alberta und ist nach dem Biosphärenreservat Mont Saint-Hilaire das zweitälteste der kanadischen Biosphärenreservate. Das Kerngebiet ist der im Südwesten des Biosphärenreservates gelegene Waterton-Lakes-Nationalpark.
Das Biosphärenreservat Waterton, in der Region Süd-Alberta, ist eines von derzeit 19 Biosphärenreservaten in Kanada und neben dem Biosphärenreservat Beaver Hills eins von zwei dieser Schutzgebiete in der Provinz.
Das Kerngebiet des Biosphärenreservat ist umgeben von einer Pufferzone, die sich nach Norden bis zum Alberta Highway 3 zieht. Im Westen zieht sich die Pufferzone etwa bis zur Kleinstadt Cardston. Im Süden wird das Biosphärenreservat durch die Grenze zu den Vereinigten Staaten und nach Osten durch die Grenze zur Provinz British Columbia begrenzt. Der Pufferzone schließen sich dann nach Norden, Nordosten und Osten weitere Bereiche an. Innerhalb des Schutzgebietes liegen neben dem Waterton-Lakes-Nationalpark auch noch verschiedene Provinzparks, wie der Castle Wildland Provincial Park oder der Castle Provincial Park. Das Biosphärenreservat erstreckt sich also über Bereiche in den südwestlichen Kanadischen Rocky Mountains sowie dem vorgelagerten Übergängen zur Prärie.